# آنتونی خروشچل
ژنرال آنتونی خروشچل (به لهستانی: Antoni Chruściel) معروف به Monter یک نظامی و ژنرال لهستانی بود که در جریان قیام ورشو در سال ۱۹۴۴ فرماندهی عملی شورشیان را در دست داشت. او همچنین عضوی از ستاد کل ارتش لهستان بود.

## جنگ جهانی اول
خروشچل در سال ۱۸۹۵ میلادی در قسمت تحت کنترل اتریش-مجارستان به دنیا آمد. در نوجوانی او عضو گروه‌های پیشاهنگی بود که به صورت مخفیانه جزو از نهضت‌های آزادی بخش برای رهایی لهستان بودند. در سال ۱۹۱۴ میلادی و با شروع جنگ جهانی اول به عضویت ارتش اتریش-مجارستان درآمد و در پست‌های بسیاری خدمت کرد. در روزهای پایانی جنگ و انحلال امپراتوری اتریش مجارستان واحد او تنها واحدی بود که از جبهه‌ها به سربازخانه برگشت و موجودیت خود را حفظ کرد. این واحد مدت کوتاهی بعد به ارتش تازه تاسیس لهستان پیوست.
طی نبرد لهستان-شوروی خروشچل به فرماندهی واحدهای مختلف منصوب شد و پس از پایان جنگ به شهر لووف منتقل شد و در همانجا علاوه بر تکمیل مدارج نظامی در رشته حقوق هم فارغ التحصیل شد.

## جنگ جهانی دوم
خروشچل به همراه واحدش در مارس ۱۹۳۹ به سمت مرز آلمان فرستاده شد تا در تشکیل خطوط دفاعی همکاری کند. با شروع جنگ در ماه سپتامبر، خروشچل به همراه بقیه واحدهای ارتش لهستان به دژ مودلین عقب نشینی کردند و تا روز تسلیم لهستان به مقاومت پرداختند. پس از آن خروشچل به عنوان اسیر به اردوگاه اسرا برده شد اما در اواخر اکتبر آزاد شد، او که می‌هراسید آزادی‌اش بر اثر اشتباه بوده باشد به ورشو رفت و مدت‌ها با نام مستعار در آن شهر حضور داشت. در ژوئن ۱۹۴۰ میلادی او به اتحادیه مبارزه مسلحانه پیوست و مسئول آموزش نیروها گشت.
در سال ۱۹۴۴ او فرمانده نیروهای لهستانی در ناحیه شهر ورشو بود و در روز اول اوت به همراه ژنرال کوموروسکی فرمان آغاز قیام ورشو علیه نیروهای آلمانی را صادر کرد. در ابتدا او نیروهایش را به هشت گروه تقسیم کرده بود که با طولانی شدن نبرد برای حفظ مواضع باقی مانده در دست نیروهای شورشی بار دیگر در قالب سه دسته سازمان یافتند.
با سرکوب قیام، خروشچل با دیگر به اسارت نیروهای آلمانی در آمد و تا سال ۱۹۴۵ در افلگ چهار-سی زندانی بود. پس از آزادی خروشچل به عضویت نیروهای لهستانی تحت حمایت متفقین غربی درآمد و تا سال ۱۹۴۸ که این نیرو منحل شد در آن حضور داشت. پس از آن علی‌رغم خواست خروشچل برای بازگشت به لهستان، دولت کمونیست لهستان از او سلب تابعیت کرد و به او اجازه بازگشت نداد و خروشچل مجبور شد به لندن برود. در سال ۱۹۵۶ خروشچل به واشنگتن دی سی نقل مکان کرد و به عنوان وکیل و مترجم مشغول به کار شد تا آنکه در سال ۱۹۶۰ در همان شهر فوت کرد. در سال ۲۰۰۴ و در شصتمین سالگرد قیام ورشو بقایای خروشچل به ورشو آورده و در این شهر دفن شد.